# Trinity (Past, Present and Future)
Trinity (Past, Present and Future) è il terzo album del gruppo hip hop statunitense Slum Village, pubblicato il 13 agosto del 2002 e distribuito da Capitol, Priority e Barak Records per i mercati di Stati Uniti, Canada, Europa e Giappone.
J Dilla esce dal gruppo, ipoteticamente perché non voleva impegnarsi nelle tournée, ed è rimpiazzato dal rapper Elzhi.
Sul sito Metacritic ha un punteggio di 59/100. L'album raggiunge il ventesimo posto nella Billboard 200 e la top five tra gli album hip hop.

## Ricezione
| Recensione        | Giudizio |
| ----------------- | -------- |
| AllMusic          | [ 1 ]    |
| RapReviews        | [ 2 ]    |
| HipHopDX          | [ 4 ]    |
| Vibe              | [ 3 ]    |
| PopMatters        | [ 3 ]    |
| Alternative Press | [ 3 ]    |
| Rolling Stone     | [ 3 ]    |
| Q                 | [ 3 ]    |
| Pitchfork         | [ 3 ]    |
| The A.V. Club     | [ 3 ]    |

L'album riceve generalmente recensioni negative. La critica travolge completamente l'album: gli addetti ai lavori notano che l'album non è coinvolgente già al primo ascolto, che i testi sono «patetici» e «triti», i flow «noiosi», così come la produzione, eccetto quella di J Dilla, apprezzata da più critici.
John Bush per Allmusic recensisce positivamente il prodotto, scrivendo che il nuovo rapper Elzhi prende il posto del produttore e mentore J Dilla, che ha lasciato il gruppo. Bush aggiunge che le produzioni di Dilla sono le migliori dell'album e che i brani inseriti nell'album sono troppi.
Steve Juon di RapReviews scrive che «l'assenza di Dilla non ha cambiato il suono del gruppo, sorprendentemente.» Secondo Juon, Baatin' migliora rispetto ai lavori precedenti, mentre su T3 «non c'è niente di sensazionale da dire» e il gruppo sembra scivolare sempre più verso la mediocrità senza Jay Dee: per Juon l'album è un fallimento.

## Tracce
1. Intro 1 – 0:32 (musica: T3)
2. Intro 2 – 2:26 (musica: Waajeed)
3. Insane – 2:37 (musica: Waajeed)
4. What Is This? – 2:25 (testo: Curtis Cross, Matthew Herbert, Dani Siciliano – musica: Curtis Cross. Co-produzione: T3, Young RJ)
5. Tainted (featuring Dwele) – 4:26 (testo: Jason Powers, Andwele Gardner – musica: Karriem Riggins)
6. La La – 4:52 (testo: Michael Colombier – musica: Waajeed. Co-produzione: T3, Vernon D. Hill, Young RJ. Scratches: DJ Dez)
7. All-Ta-Ment – 3:42 (testo: Marvin Gaye – musica: T3, Young RJ)
8. Disco – 3:05 (musica: T3, Young RJ, Vernon D. Hill)
9. Trinity (Interlude) – 2:09 (musica: Curtis Cross. Scratches: DJ Dez)
10. One – 3:50 (musica: Jay Dee)
11. Hoes – 3:28 (musica: Jay Dee)
12. Star (Interlude) (featuring T. Banks) – 0:22 (musica: T3)
13. Star (featuring Dwele) – 3:20 (musica: Waajeed)
14. Slumber – 4:10 (musica: Hi-Tek. Scratches: DJ Dez)
15. Let's – 5:18 (Jay Dee)
16. S.O.U.L. – 3:25 (testo: Slum Village – musica: Karriem Riggins)
17. 80's Skit – 1:48
18. Unisex – 1:49 (musica: T3, Young RJ)
19. Love U Hate – 3:38 (testo: Claude Bolling – musica: Shelton Rivers)
20. Get Live – 4:43 (Scott Storch)
21. Harmony – 3:28 (testo: Ken Helliot – musica: Karriem Riggins)
22. Who Are We (Interlude) – 1:05 (musica: T3)

Durata totale: 66:38
Traccia bonus
1. Fall in Love (featuring Samiyyah Dixon) – 1:35 (testo: Glen Buxton, Alice Cooper, Dennis Dunaway – musica: T3)

## Formazione
Crediti adattati da Allmusic.
- Baatin - cori
- T. Banks - voce aggiuntiva (traccia 12)
- Claude Bolling - compositore (traccia 19)
- Glen Buxton - compositore (traccia 23)
- Michel Colombier - compositore (traccia 6)
- Alice Cooper - compositore (traccia 23)
- Tom Coyne - mastering
- Curtis Cross - compositore (traccia 9), produttore (tracce 4 e 9)
- DJ Dez - voce aggiuntiva
- Dennis Dunaway - compositore (traccia 23)
- Dwele - voce aggiuntiva (tracce 5 e 13), compositore (tracce 5 e 13)
- Ken Elliot - compositore (traccia 21)
- eLZhi - voce
- Marvin Gaye - compositore (traccia 7)
- Matthew Herbert - compositore (traccia 4)
- Jay Dee - produttore (tracce 10-11 e 15), compositore (tracce 10-11 e 15)

- Timothy Maynor - produttore esecutivo
- Michael Mindingall - cori
- Nichols - missaggio
- Jason Powers - compositore (traccia 5)
- RJ Rice - A&R, produttore esecutivo, missaggio
- Eric Roinestad - design, direzione artistica
- Dani Siciliano - compositore (traccia 4)
- Slum Village - voci, produttori, compositori
- Jon Smeltz - ingegnere audio, missaggio
- Scott Storch - compositore (traccia 20), produttore (traccia 20)
- T3 - A&R, assistente ingegnere audio, missaggio, produttore (tracce 1, 4, 6-8, 12, 18, 22-23), remix, cori
- Derrick Waller - tastiere
- Young RJ - assistente ingegnere audio, batteria, ingegnere audio, tastiere, missaggio, produttore (tracce 4, 6-8 e 18), programmazione

## Classifiche
| Classifica (2002)         | Posizione massima |
| ------------------------- | ----------------- |
| Stati Uniti               | 20                |
| US Top R&B/Hip-Hop Albums | 5                 |